# Koppenwaard
De uiterwaard Koppenwaard is gelegen op de rechteroever van de IJssel bij het dorp Lathum. Het gebied omvat na het uitgraven van de Lathumse plas in het oostelijk deel, de restanten van de voormalige Lathumse waard. Het gebied is gevormd door de rivier en menselijk ingrijpen als; bedijking, verkaveling en afgraving voor de baksteenindustrie. Het landschap is afwisselend open en beschut. Voor een deel zijn de oude houtwallen en (solitaire) bomen en oude kleiputten nog aanwezig in het landschap. Rondom de Koppenwaard liggen relatief hoge zomerkaden. Het gebied inundeert hierdoor pas bij hoge IJsselafvoeren die ongeveer 1/10 jaar optreden. Opvallend is dat in de lage delen de waterhuishouding mede wordt bepaald door kwel, wat deels afkomstig is van de rivier (rivierkwel) en deels van de aan de overzijde van de IJssel gelegen Veluwe.
In de Koppenwaard staat nog één oude steenfabriek. De steenfabriek Koppenwaard produceerde dakpannen en bakstenen voor de woningmarkt en voor bestrating. De fabriek had een ringoven, die doorlopend kon branden. Later kreeg de fabriek een tunneloven. In de 20e eeuw zorgde de verstedelijking voor een groeiende de vraag naar bakstenen. Maar toenemende mechanisatie en schaalvergroting dwongen veel steenfabrieken tot sluiting. De Koppenwaard bleef lang open, maar sloot in 1993 ook zijn deuren. In 2008 werd het pand gesloopt en maakte men een begin om het fabrieksterrein om te vormen tot natuur- en wandelgebied. Anno 2018 herinneren alleen de metalen deuren van de tunneloven nog aan de oude steenfabriek. Ook staat er nog een oude woning en een boomgaard.
In 2012 is het fabrieksterrein met omliggende agrarische gronden aangekocht door Natuurmonumenten. In totaal ongeveer 58 hectare groot. Het fabrieksterrein is vanwege de veiligheid op dit moment niet toegankelijk. Natuurmonumenten heeft, met subsidie vanuit het LIFE+ programma, in 2017 de voormalige agrarische gronden opnieuw ingericht. Hierbij zijn gronden afgeplagd en is een struinpad aangelegd dat op 8 juni 2018 officieel is geopend. De komende jaren zal het gebied zich doorontwikkelen tot een bloemrijke uiterwaard waarin het historische IJssellandschap van Kronkelwaarden en heggen weer zichtbaar is.
In het noordoosten van de Koppenwaard is een camping gelegen: De Rhederlaagse Meren, door de bebouwingsstructuur ook wel de Honingraat genoemd

## Afbeeldingen

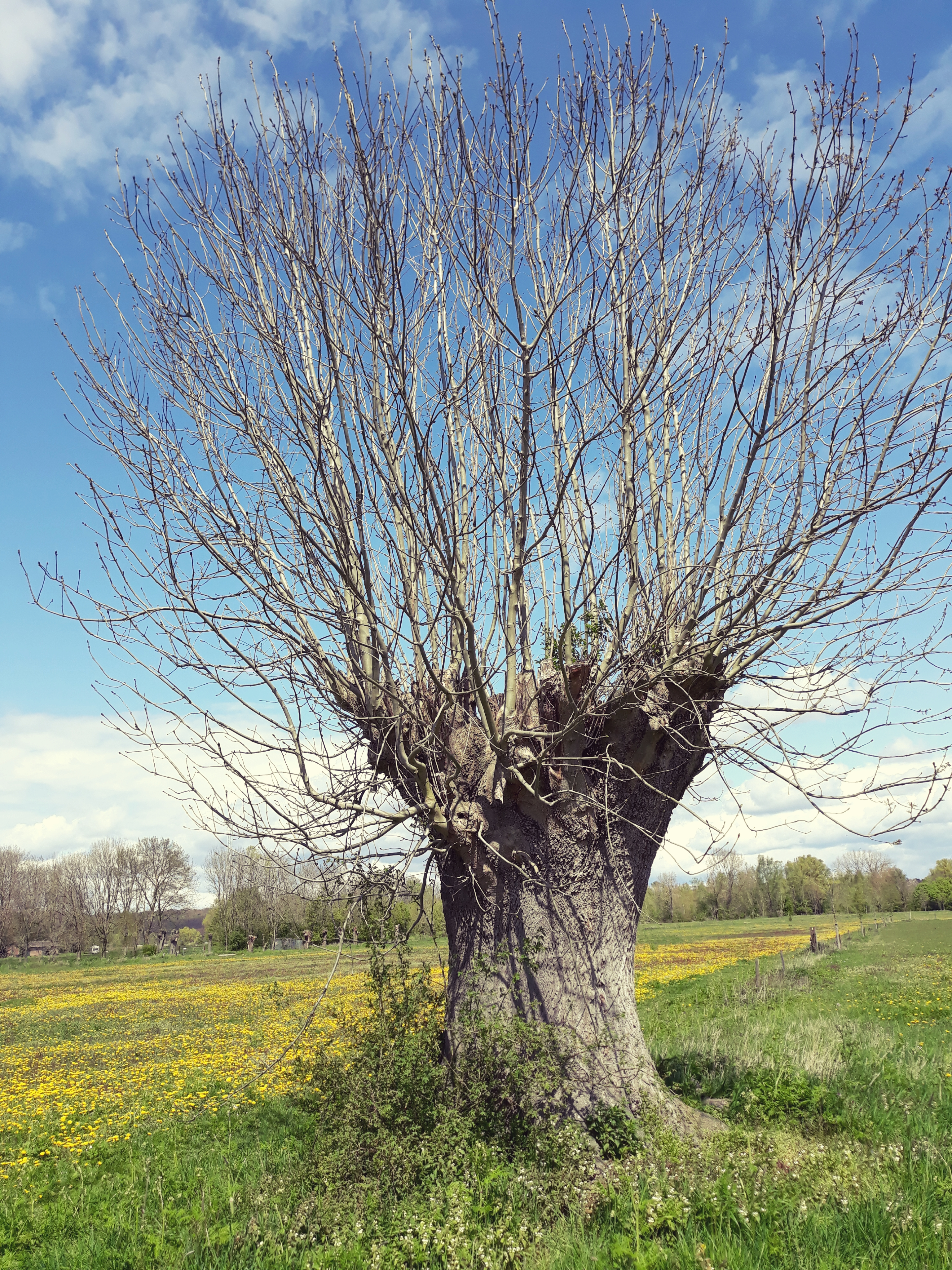
Knot-Es